# Luis Márquez Marmolejo
Luis Márquez Marmolejo (Moguer, 1876 - Bilbao, 1930) fue el primer presidente del Athletic Club.

## Biografía
Nació en la localidad onubense de Moguer, el 16 de enero de 1876, en la calle de la Fuente nº 46. Era hijo de Antonio Márquez Camacho y Amalia Marmolejo Martínez. Se casó con la alavesa Magdalena Moral, natural de Nanclares de la Oca. Trabajo en Bilbao como empleado de comercio en varias empresas, entre ellas la compañía Cementos Cosmos, en la que trabajó como jefe administrativo.
Como aficionado al nuevo deporte del futbol, comenzó a jugar en Lamiaco con otros compañeros como Juan Astorquia Landabaso, Alejandro Acha, los hermanos Iraolagoitia, Eduardo Montejo y Enrique Goiri. De aquellos partidos salió en 1898 la idea de fundar una sociedad futbolística, a la que llamaron Athletic Club, y en la histórica reunión del Café García de la Gran Vía fue elegido presidente a Luis Márquez Marmolejo. La entidad registró sus estatutos en el Gobierno Civil de Vizcaya el 28 de agosto de 1901 y celebró su primera asamblea el 5 de septiembre del mismo año, constituyéndose legalmente la sociedad Athletic Club, si bien desde 1898 jugaban bajo esa denominación. Se redactó el reglamento de la entidad, integrada por 33 socios, y se nombró la primera directiva, con Luis Márquez Marmolejo como presidente. 
Falleció en 1930, en Bilbao, como consecuencia de un coma diabético.